# Фанфара

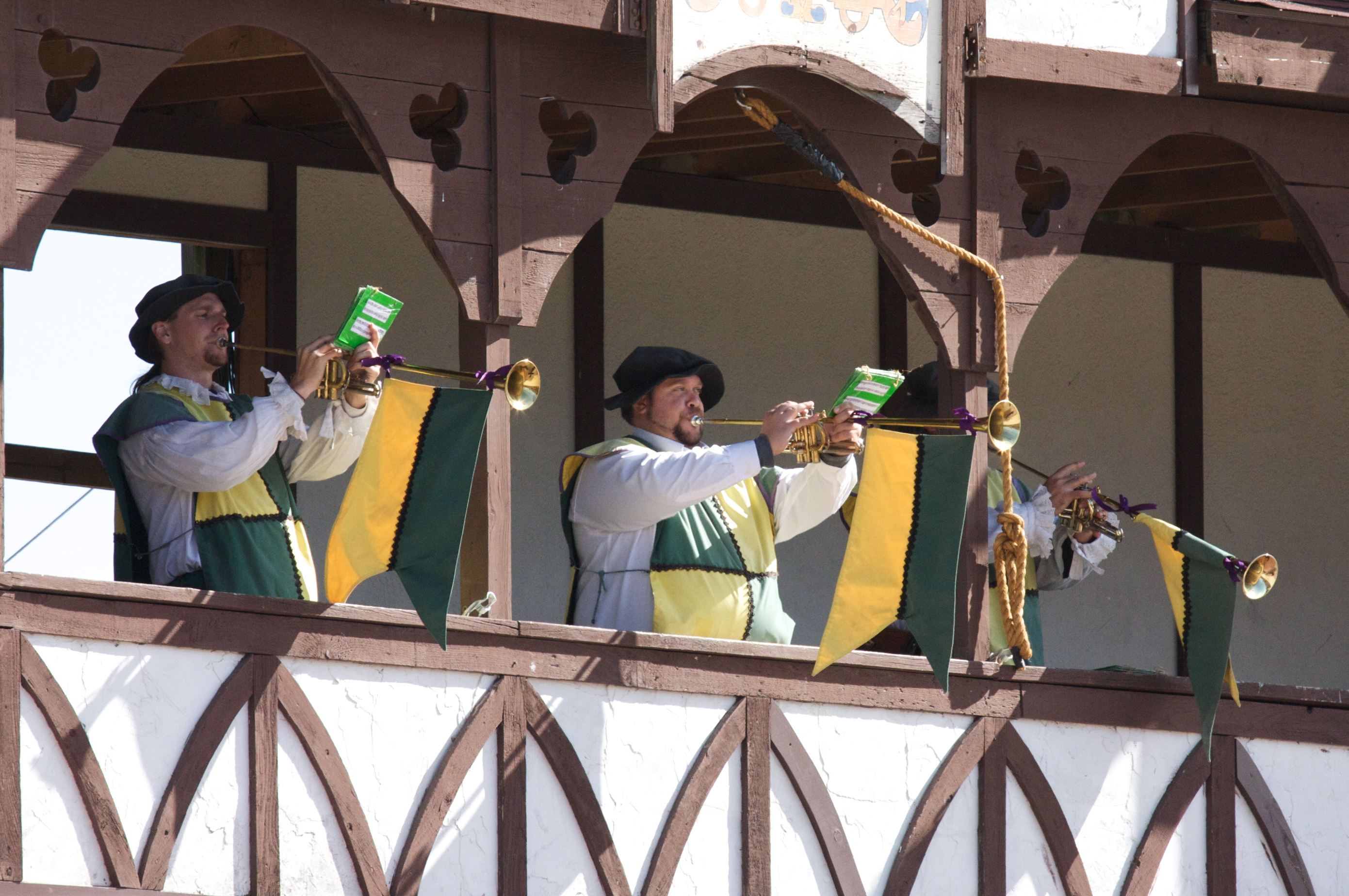

Фанфара — духовий музичний інструмент, що має вид видовженої труби без вентилів, яку використовують для сигналів чи для виконання композицій урочистого характеру. Також фанфарами називають музичний твір що виконується на цьому інструменті.